# 澳洲—美國關係
澳洲—美國關係是指澳洲與美國的國際關係。 澳洲是傳統“國際聯盟”：英聯邦成員中的大國；但自1942年以來，由於第二次世界大戰的關係，英國在太平洋地區的影響力逐漸下滑，澳洲同美國之間的關係亦不斷的得到加強，雙方都視對方為最為親密的盟友之一。在兩國政府方面，雙方與紐西蘭共同簽有《太平洋安全保障條約》（ANZUS），并組成“太平洋共同防衛組織”。澳洲、紐西蘭和美國共同承擔了在任何一方受到軍事威脅以及他方攻擊時，都可視為對本國的攻擊。在經濟層面，澳洲與美國簽有《澳美自由貿易協定》（Australia-United States Free Trade Agreement）。澳洲是自二戰至今唯一一個參與過美國在世界各地全部主要軍事行動的美國盟友。
由於兩國早期都曾受到過英國的殖民統治，第一代的主要移民亦都是來自英倫地區，澳洲同美國擁有共同的文化、社會價值觀、非常相似的政治體制、法律以及歷史。澳美兩國的建國亦都是自佔領原住民的土地而開始，在文化和社會價值觀方面澳美兩國更是保持一致，兩國均是西方世界中的四大移民國家之一。

## 西敏法令
由於第二次世界大戰的爆發，引起了全球政治形勢極大的變動，更加造成了經濟層面的大蕭條。澳洲自《西敏法令》生效后成為成為一個真正具有主權的國家，亦有權利開始組建獨立的外交機構。澳洲在1940年開始於美國首都華盛頓籌建駐英高級專員公署以外的第一個海外使領館，即澳洲駐美國大使館，澳洲接下來又在紐約、洛杉磯、芝加哥、三藩市和檀香山建立了總領事館。
美國駐澳洲大使館於1943年在坎培拉正式開始掛牌，隨後美國又在雪梨、墨爾本、珀斯建立了總領事館。

## 經濟
2021年5月13日，美國國務卿安東尼·布林肯與澳洲外長馬里斯·佩恩會面時表示，澳洲正面對來自中國的經濟壓迫，但美國不會坐視不理，又警告中國針對美國盟友的脅迫行動只會阻礙美中關係改善。

## 軍事

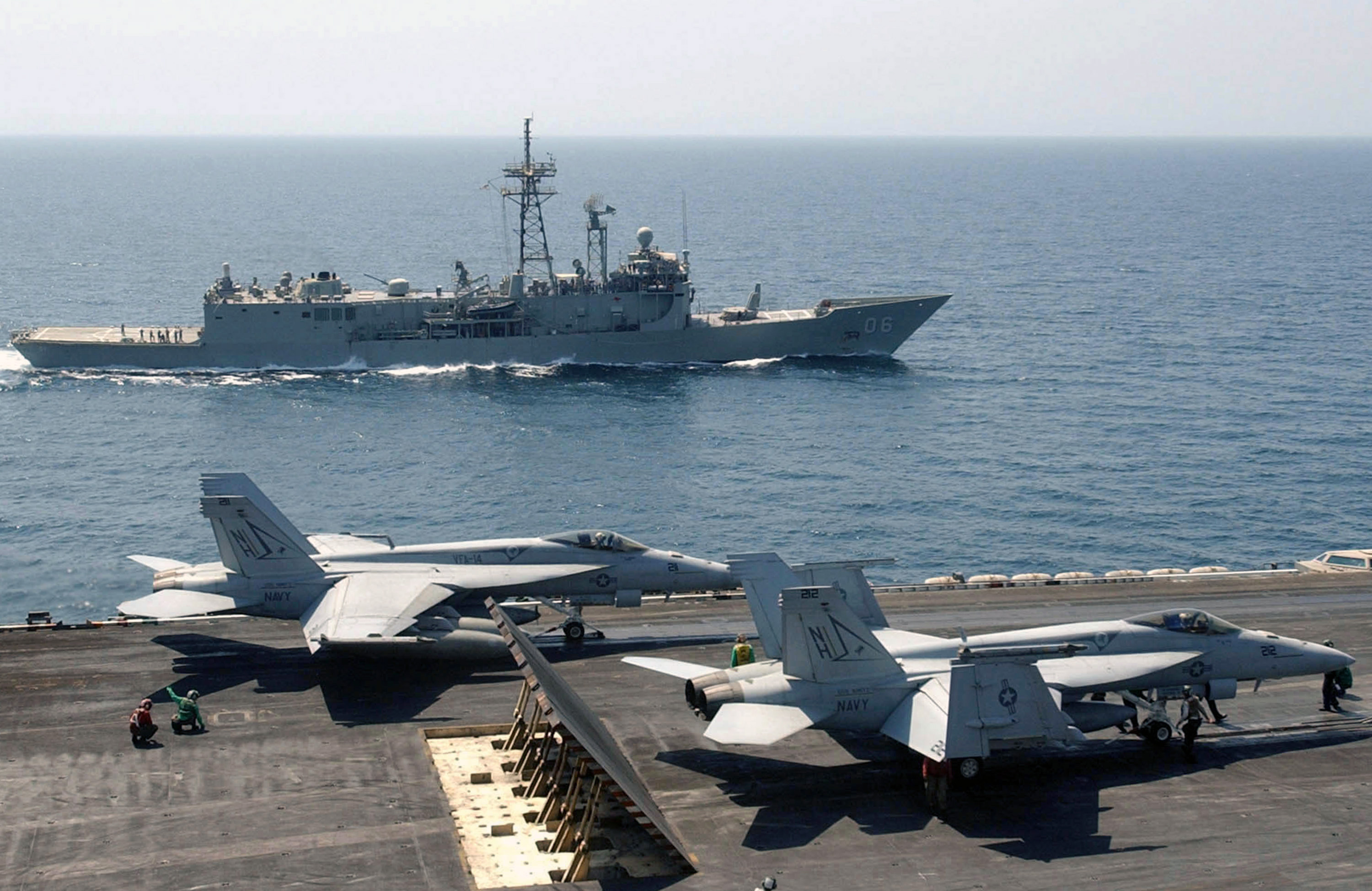
澳洲皇家海軍護衛艦：紐卡索號 與美國海軍航空母艦：尼米茲號航空母艦於波斯灣海域，2005年9月

早於1908年，澳洲總理艾爾弗雷德·迪金就邀請美國的白色艦隊（Great White Fleet）在其進行環球航行中訪問澳洲。白色艦隊在此期間訪問了澳洲的兩大城市墨爾本、雪梨以及西澳大利亞州的奧爾巴尼。迪金當時是強烈支持澳洲海軍獨立的政治家之一， 白色艦隊當時訪澳亦造成了澳洲國內民眾對於海軍獨立的熱情空前高漲。
白色艦隊當時成為了第一支非皇家海軍造訪澳洲本土的海外海軍。許多觀點認為白色艦隊成功的造訪澳洲是促成澳洲組建皇家澳洲海軍的一個重要的轉折點之一。就在白色艦隊離開澳洲后不久，澳洲聯邦組建了其第一個海軍艦隊，這一舉動當時曾激怒了英國國防部和海軍部（Admiralty）。
1942年4月18日，當時的澳洲總理約翰·柯廷給予美國遠東軍指揮總司令道格拉斯·麥克阿瑟將軍直接在第二次世界大戰的太平洋戰場指揮澳洲國防軍的權力，澳洲國防軍的數量亦佔據了麥克阿瑟將軍當時指揮部隊總人數的大多數。麥克亞瑟將軍在太平洋戰場的總指揮部亦位於昆州的布裡斯本直到二戰局勢完全扭轉前不久的1944年年尾。

### 太平洋安全防衛組織
二戰結束后，美軍開始大量增加在太平洋東南地區的駐兵，包括日本、菲律賓等國。考慮到二戰中盟軍的關係得到了緊密的加強，而澳洲和紐西蘭等盟國卻在同時獲得了很多更加獨立於英國的權力，美國抓住這一機會希望鞏固其在太平洋地區的影響力。在這一背景下，澳洲、紐西蘭以及美國在1951年簽訂了《太平洋安全保障條約》（ANZUS），三國亦組成了“太平洋共同防衛組織”。
澳洲國防軍此後參與了美國自二戰以後全部的大型軍事行動，包括韓戰、越戰、海灣戰爭和伊拉克戰爭。但是這些軍事行動都不是在啟用《太平洋安全保障條約》下所進行的，澳洲所參與所有的軍事行動亦是作為美國的一個堅強盟友在單方面所決定的前提下進行的。到目前為止，《太平洋安全保障條約》只被啟用過一次，即是九一一事件美國的紐約和華盛頓特區遭到襲擊后，安全保障條約自動生效，美國、澳洲和紐西蘭在阿富汗的軍事行動和北約諸國在《北大西洋公約》框架下進行的軍事行動保持一致的原則：“在盟友國遭受到攻擊的情形之下，均視為是對本國進行的攻擊”。

### AUKUS
是由澳洲（AU）、英国（UK）和美國（US）于2021年9月15日联合宣布成立的軍事安全合作伙伴关系。该联盟首要目标是由英、美兩國协助澳大利亚建造一支核動力潛艇舰队，该联盟是构筑美国新印太战略联盟合作的一部分。

### 軍備交易
2022年8月25日，美国国务院批准向澳大利亚政府出售40架UH-60M“黑鹰”直升机和相关设备的军事交易，估计费用为19.5亿美元。